# Musée de la carte postale d'Antibes
Le musée de la carte postale d'Antibes, est un musée consacré à la cartophilie ouvert depuis le 2000 à Antibes sous l'impulsion de Christian Deflandre, collectionneur à partir de collections personnelles. Sa vocation essentielle est donc la découverte pour le grand public néophyte de la carte postale en tant qu'objet de collection, tout en attirant également un public de connaisseurs.

## Présentation  et situation
Situé sur le territoire de la commune d'Antibes, dans le département des Alpes-Maritimes, le musée se situe non loin du port Vauban, au 4 avenue Tournelli. Propriété privée, son accès est payant.

## Historique
Le musée a connu son ouverture le 1er juillet 2001 à l'initiative de Christian Deflandre. Il ne s'agit donc pas d'une démarche de l'État par le biais de son Ministère de la Culture ou bien à l'échelle territoriale mais bien un collectionneur privé. Initialement ce sont donc des milliers de cartes postales qui y sont exposés datant notamment de la période comprise entre 1900 et 1914 considérée comme l'âge d'or de la carte postale,.
Au cours de sa jeune histoire, le musée a connu différents événements majeurs qui contribueront à lui donner un rayonnement international:
- En 2003 : participation à la création d’un DVD sur le thème de La Marseillaise, édité par le Service Culturel du Ministère des Affaires Etrangères.
- En 2007 : prêt de cartes postales à la Galerie Pacewildenstein à New-York.
- En 2008 : prêt de cartes postales surréalistes au Cabinet des Estampes du Musée de Genève. Participation à la Manifestation Lambersart Plage dans le Nord avec le prêt de 130 cartes postales. Prêt de cartes postales pour l’exposition “Le Montmartre de Poulbot” au Musée de la Monnaye à Meung sur Loire (Loiret). Collaboration pour l’édition du livre “Jean Gouttefangeas » édité par le Conseil Général du Puy de Dôme.
- En 2011, (les 17 et 18 septembre) : le musée de la carte postale, à la demande et à l’initiative de l’Union professionnelle de la carte postale (organisme qui regroupe les éditeurs les plus importants sur le plan national) a participé à une exposition au siège du Ministère de la Culture, 3 rue de Valois à Paris sur le thème : “Les 120 ans de la carte postale photographique en France” dans le cadre des Journées du Patrimoine. A cette occasion, une cinquantaine de reproductions de documents émanant de l’exposition permanente du Musée, sélectionnés pour leur valeur documentaire et représentative de l’histoire de la carte postale ont été présentées à Paris.
- En 2014, (du 16 septembre au 16 décembre) : prêt de cartes postales pour l’exposition “Les petits Poulbots s’en vont en guerre” au Musée le Vergeur, 36 place du Forum, à Reims.
- En 2019, exposition sur l’œuvre d’Armand Benoît-Jeannette, auteur d’un demi-siècle de clichés de la Martinique et particulièrement sur l’éruption de la montagne Pelée, en 1902[5].

## Collections
La visite du musée animée par des bénévoles passionnés consiste en la possibilité d'avoir accès à une collection permanente comprenant plus de 3000 cartes postales. De manière non exhaustive on peut ainsi être initié à la carte postale par une analyse historique de 1889 à aujourd'hui mais également géographique en ne se restreignant pas à la seule France.
Il y'a également la possibilité de s'intéresser à une exposition non permanente grâce à un renouvellement tous les trimestres d'au moins une centaine de cartes.
À chaque visite guidée, des cartes postales à tirettes et à système sont mises en action. Ces cartes se déclinent sous des supports variés tels que des cartes en soie, en bois ou en métal.